# Rhynchostegium hians
Rhynchostegium hians là một loài rêu trong họ Brachytheciaceae. Loài này được Hedw. Delogne mô tả khoa học đầu tiên năm 1885.